# دانيال باك (سياسي)
دانيال باك (بالإنجليزية: Daniel Buck)‏ هو محامي وسياسي أمريكي، ولد في 9 نوفمبر 1753 في هيبرون في الولايات المتحدة، وتوفي في 16 أغسطس 1816 في تشيلسي في الولايات المتحدة. حزبياً، نشط في الحزب الفيدرالي الأمريكي. وقد انتخب عضو مجلس نواب فيرمونت وانتخب عضو مجلس النواب الأمريكي.